# 外浦海水浴場

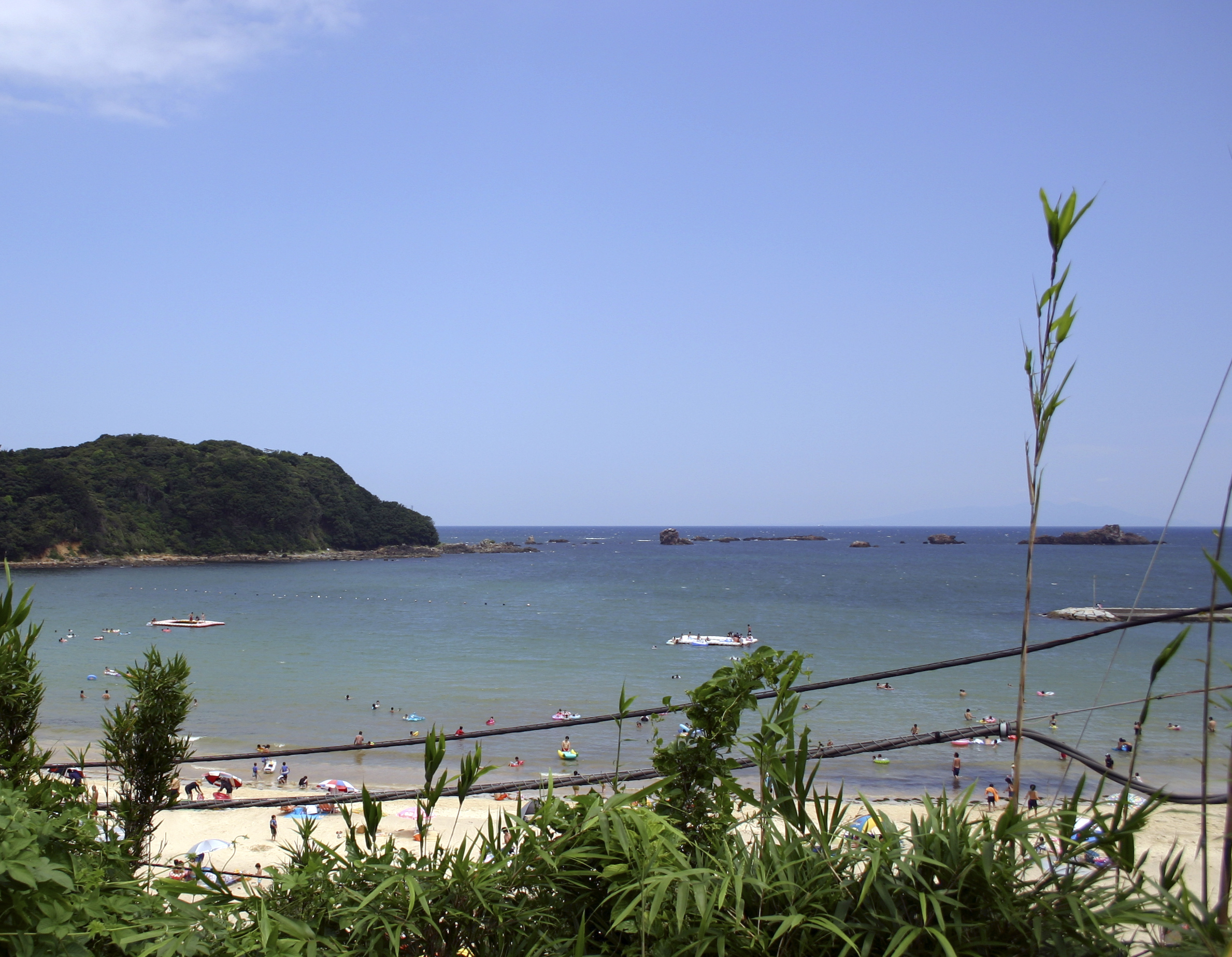
外浦海水浴場

外浦海水浴場（そとうらかいすいよくじょう）は、静岡県下田市にある9つの海水浴場の一つ。須崎半島の東側の付根、柿崎に位置し、小さな弓形の砂浜からなる。比較的小さな海水浴場であるが、遠浅であり、外浦湾の奥に当るため波が静かで、幼児や学童に最適。家族連れの海水浴客が目立つ。眼前に筆島とよばれる小島を望み、景色も良い。
環境省の快水浴場百選にも選ばれている。